# Вындиноостровское сельское поселение
Вындиноостро́вское се́льское поселе́ние — муниципальное образование в составе Волховского района Ленинградской области. Административный центр — деревня Вындин Остров.

## Географические данные
Площадь поселения составляет 330 км².
Расположено по левому берегу реки Волхов в юго-западной части района, граничит с Кировским и Киришским районами. 
По территории поселения проходят автодороги:
- 41А-006 (Зуево — Новая Ладога)
- 41К-369 (Бор — Вольково)
- 41К-379 (Теребочево — Хотово)
- 41К-394 (Гостинополье — Морозово)
- 41К-396 (Заднево — Хотово)

Расстояние от административного центра поселения до районного центра — 14 км.
По территории поселения проходит железная дорога Волховстрой I — Кириши (ж/д станции Гостинополье, Теребочево).

## История
В начале 1920-х годов в составе Пролетарской волости Новоладожского (Волховского) уезда был образован Вындиноостровский сельсовет.
В августе 1927 года Вындиноостровский сельсовет вошёл в состав вновь образованного Волховского района Ленинградской области. 30 октября 1950 года Вындиноостровский сельсовет был упразднён, его территория присоединена к Волховскому сельсовету с центром в деревне Гостинополье.
18 января 1994 года постановлением главы администрации Ленинградской области № 10 «Об изменениях административно-территориального устройства районов Ленинградской области» Волховский сельсовет преобразован в Вындиноостровскую волость с центром в деревне Гостинополье.
1 января 2006 года в соответствии с областным законом № 56-оз от 6 сентября 2004 года «Об установлении границ и наделении соответствующим статусом муниципального образования Волховский муниципальный район и муниципальных образований в его составе» образовано Вындиноостровское сельское поселение, в которое вошла территория бывшей Вындиноостровской волости, центром сельского поселения стала деревня Вындин Остров.

## Население
| 2006  | 2010  | 2011  | 2012  | 2013  | 2014  | 2015  |
| ----- | ----- | ----- | ----- | ----- | ----- | ----- |
| 1700  | ↘1689 | ↘1685 | ↗1737 | ↗1772 | ↘1770 | ↘1736 |
| 2016  | 2017  | 2018  | 2019  | 2020  | 2021  | 2023  |
| ↘1731 | ↘1713 | ↘1683 | ↘1641 | ↘1614 | ↘1594 | ↘1575 |
| 2024  | 2025  |       |       |       |       |       |
| ↗1583 | ↗1590 |       |       |       |       |       |

## Состав сельского поселения
В состав поселения входит 18 населённых пунктов:
| №  | Населённый пункт | Тип населённого пункта          | Население    |
| -- | ---------------- | ------------------------------- | ------------ |
| 1  | Болотово         | деревня                         | ↗6 (2017)    |
| 2  | Бор              | деревня                         | →81 (2017)   |
| 3  | Боргино          | деревня                         | ↗18 (2017)   |
| 4  | Бороничево       | деревня                         | ↘7 (2017)    |
| 5  | Вольково         | деревня                         | ↗74 (2017)   |
| 6  | Вындин Остров    | деревня, административный центр | ↗1153 (2017) |
| 7  | Гостинополье     | деревня                         | ↗134 (2017)  |
| 8  | Заднево          | деревня                         | ↗4 (2017)    |
| 9  | Залесье          | деревня                         | ↗1 (2017)    |
| 10 | Козарево         | деревня                         | ↗45 (2017)   |
| 11 | Любыни           | деревня                         | ↘4 (2017)    |
| 12 | Морозово         | деревня                         | ↗86 (2017)   |
| 13 | Моршагино        | деревня                         | ↘1 (2017)    |
| 14 | Плотичное        | деревня                         | →32 (2017)   |
| 15 | Помялово         | деревня                         | ↗5 (2017)    |
| 16 | Теребочево       | деревня                         | ↗32 (2017)   |
| 17 | Хотово           | деревня                         | ↗24 (2017)   |
| 18 | Чажешно          | деревня                         | ↘11 (2017)   |

28 декабря 2004 года в связи с отсутствием жителей областным законом № 120-оз был упразднён посёлок при железнодорожной станции Теребочево.

## Археология
На реке Волхов, напротив Гостинополья, находится городище Вельсы — один из летописных «градов» новгородских словен.